# Liste von männlichen Astronomen
In dieser Liste sind männliche Astronomen mit Artikeln auf Wikipedia aufgeführt.

## A
- Cleveland Abbe (USA, 1838–1916)
- Charles Greeley Abbot (USA, 1872–1973) bestimmte erstmals die Solarkonstante
- Antonio Abetti (Italien, 1846–1928)
- Giorgio Abetti (Italien, 1882–1982) leitete zwei Expeditionen zur Beobachtung der Sonnenfinsternisse in Sibirien und im Sudan
- John Couch Adams (Großbritannien, 1819–1892) berechnete die Position Neptuns
- Paul Ahnert (Deutschland, 1897–1989)
- George Biddell Airy (Großbritannien und Nordirland, 1801–1892)
- Albatani (Arabien, 10. Jahrhundert) berechnete unter anderem die Länge des Sonnenjahres
- George Eric Deacon Alcock (Großbritannien, 1912–2000) Entdecker zahlreicher Kometen und Novae
- Heikki A. Alikoski (Finnland, 1912–1997), Entdecker von 13 Asteroiden
- Al-Zarqali (Spanien, 11. Jahrhundert), Miteditor der Toledaner Tafeln
- Wilhelm Anderson (Estland, 1880–1940)
- Eugène Michel Antoniadi (Griechenland und Frankreich, 1870–1944) fertigte Karten von Mars und Merkur an
- Friedrich Simon Archenhold (Deutschland, 1861–1939)
- Sylvain Julien Victor Arend (Belgien, 1902–1992) entdeckte mehrere Kometen und 51 Asteroiden
- Friedrich Wilhelm Argelander (Deutschland, 1799–1875) führte die Bonner Durchmusterung durch
- Christoph Arnold (Deutschland, 1650–1695)
- Heinrich Louis d’Arrest (Deutschland und Dänemark, 1822–1875) entdeckte gemeinsam mit Johann Gottfried Galle den Neptun
- Asada Gōryū (Japan, 1734–1799) begründete die moderne Astronomie in Japan
- Cecco d’Ascoli (Italien, 1269–1327), Astronom und Astrologe, von der Inquisition verfolgt und verbrannt
- Michael Ashley (Australien)
- Arthur Auwers (Deutschland, 1838–1915) stellte sehr genaue Sternkataloge und Fundamentalkataloge auf

## B
- Walter Baade (Deutschland, 1893–1960) bestimmte den Abstand des Sonnensystems vom Zentrum der Galaxis.
- Jean-Sylvain Bailly (Frankreich, 1736–1793) berechnete die Umlaufbahn des Halleyschen Kometen
- Johann Bayer (Deutschland, 1572–1625) führte die heute nach ihm benannten Bayer-Bezeichnungen zur systematischen Benennung von Sternen mit griechischen und lateinischen Buchstaben ein.
- Wilhelm Beer (Deutschland, 1797–1850)
- Sergej Ivanovich Beljavski (Russland bzw. Sowjetunion, 1883–1953) erforschte veränderliche Sterne und entdeckte einige Asteroiden.
- Friedrich Wilhelm Bessel (Deutschland, 1784–1846)
- Klaus Beuermann (Deutschland, * 1937)
- Wilhelm von Biela (Deutschösterreich, 1782–1856) entdeckte den nach ihm benannten Kometen Biela.
- Robert Blair (Großbritannien, 1748–1828)
- Nathaniel Bliss (Großbritannien, 1700–1746)
- Johann Elert Bode (Deutschland, 1747–1826) wurde durch seine Arbeit zur Bahn des Uranus berühmt
- Johann Gottlieb Friedrich von Bohnenberger (Deutschland, 1765–1831)
- William Cranch Bond (USA, 1789–1859) entdeckte den achten Saturnmond Hyperion
- Freimut Börngen (Deutschland, 1930–2021), erforschte Galaxien und entdeckte dabei über 500 Asteroiden
- Karl Nikolai Jensen Börgen (Deutschland, 1843–1909)
- Alphonse Louis Nicolas Borrelly (Frankreich, 1842–1926) entdeckte 20 Asteroiden, 18 Kometen und sechs Galaxien
- Roger Joseph Boscovich (Kroatien, 1711–1787)
- Pierre Bouguer (Frankreich, 1698–1785)
- Edward L. G. Bowell (USA, 1943–2023) Entdecker von weit über 500 Asteroiden
- Louis Boyer (Frankreich), Entdecker von 40 Asteroiden
- James Bradley (Großbritannien, 1692–1762)
- Tycho Brahe (Dänemark, 1546–1601)
- Rudolf Brandt (Deutschland, ca. 1900 bis ca. 1980), Sonnenbeobachtung
- Theodor Brorsen (Dänemark, 1819–1895) entdeckte fünf Kometen und den Gegenschein des Zodiakallichtes
- Karl Christian Bruhns, (Deutschland, 1830–1881)
- Franz Friedrich Ernst Brünnow (Deutschland, 1821–1891)
- Heinrich Bruns, (Deutschland, 1848–1919)
- Johann Karl Burckhardt (Deutschland, 1773–1825)
- Bruno H. Bürgel (Deutschland, 1875–1948)

## C
- Antonio Cagnoli (Italien, 1743–1816)
- Francesco Carlini (Italien, 1783–1862)
- Luigi Carnera (Italien, 1875–1962), Entdecker von 16 Asteroiden
- Vincenzo Silvano Casulli (Italien, 1944–2018), Amateurastronom, entdeckte 86 Asteroiden.
- Richard Christopher Carrington (Großbritannien, 1826–1875)
- Giovanni Domenico Cassini (Italien, 1625–1712)
- Jean Dominique Comte de Cassini (Frankreich, 1748–1845) war Kartograf und Direktor der Pariser Sternwarte
- Bonaventura Cavalieri (Italien, 1598–1647)
- Anders Celsius (Schweden, 1701–1744)
- Vincenzo Cerulli (Italien, 1859–1927)
- Jean Chacornac (Frankreich, 1823–1873)
- Seth Carlo Chandler (USA, 1846–1913)
- Auguste Charlois (Frankreich, 1846–1910) entdeckte 99 Asteroiden
- Jean-Philippe de Chéseaux (Schweiz, 1718–1751)
- Thomas Clausen (Deutschland, 1801–1885), rechnete zahlreiche Kometenbahnen
- Edwin Foster Coddington (USA, 1870–1950) entdeckte drei Asteroiden und einen Kometen.
- S. Cofré (Chile) entdeckte im Jahre 1968 zusammen mit Carlos Torres insgesamt 11 Asteroiden
- Jérôme-Eugène Coggia (Frankreich, 1849–1919) entdeckte mehrere Kometen und fünf Asteroiden
- Josep Comas i Solà (Spanien, 1868–1937) postulierte als erster die Atmosphäre des Titan, Entdecker von 11 Asteroiden und 2 Kometen
- Andrew Ainslie Common (England, 1841–1903)
- Edward Joshua Cooper (Irland, 1798–1863)
- Pablo Cottenot (Frankreich, 19. Jahrhundert)
- William Crabtree (England, 1610–1644)
- Andrew Crommelin (Großbritannien, 1865–1939) berechnete die exakte Position von Kometen

## D
- William Rutter Dawes (England, 1799–1868) fertigte detaillierte Zeichnungen des Mars an und vermaß Doppelsterne
- Leo Anton Carl de Ball (Deutschland, 1853–1916)
- Annibale de Gasparis (Italien, 1819–1892)
- Jean Joseph Delambre (Frankreich, 1749–1822), Sonnen- und Planetentafeln, erste geodätische Gradmessung Dünkirchen-Barcelona
- Henri-Alexandre Deslandres (Frankreich, 1853–1948)
- Eugène Delporte (Belgien, 1882–1955)
- Giambattista Donati (Italien, 1826–1873)
- Frank Drake (USA, 1930–2022)
- Raymond Smith Dugan (USA, 1878–1940)
- James Dunlop (Schottland und Australien, 1793–1848)

## E
- Arthur Stanley Eddington (Großbritannien, 1882–1944)
- Robert Ellery (Großbritannien/Australien), (1827–1908), Mitbegründer des Observatoriums von Melbourne
- Hans Elsässer (Deutschland, 1929–2003), Mitbegründer der Zeitschrift Sterne und Weltraum
- Johann Franz Encke (Deutschland, 1791–1865) berechnete die Umlaufbahn des später nach ihm benannten Enckeschen Kometen
- Robert Evans (Australien, 1937–2022), Amateurastronom und Rekordhalter in der visuellen Entdeckung von Supernovae

## F
- David Fabricius (Deutschland, 1564–1617) entdeckte die Veränderlichkeit des Sternes Mira
- Johann Fabricius (Deutschland, 1587–1616 oder 1617) entdeckte unabhängig von Galileo Galilei die Sonnenflecken.
- Philipp Fauth (Deutschland, 1867–1941) kartografierte den Mond und setzte sich für die Welteislehre ein
- James Ferguson (Schottland, 1710–1776)
- James Ferguson (Schottland und USA, 1797–1867)
- Gaspare Stanislao Ferrari (Italien, 1834–1903)
- Daniel Fischer (Astronom) (Deutschland, 1964)
- Wassili Fjodorow (Russland, 1802–1855)
- Camille Flammarion (Frankreich, 1842–1925)
- John Flamsteed (England, 1646–1719)
- Joseph von Fraunhofer (Deutschland, 1787–1826)
- Florian Freistetter (Österreich, * 1977)
- Wilhelm Foerster (Deutschland, 1832–1921)

## G
- Galileo Galilei (Italien, 1564–1642)
- Johann Gottfried Galle (Deutschland, 1812–1910)
- Josef M. Gaßner (Deutschland, 1966)
- Carl Friedrich Gauß (Deutschland, 1777–1855)
- Hendrik van Gent (Niederlande, 1900–1947), entdeckte 39 Asteroiden
- Henry Lee Giclas (USA, 1910–2007)
- Alan C. Gilmore (Neuseeland), Mitentdecker von Kometen und 40 Asteroiden
- Sergei Pawlowitsch Glasenapp (Russland, 1848–1937)
- Hermann Mayer Salomon Goldschmidt (Deutschland, 1802–1866)
- François Gonnessiat (Frankreich, 1856–1934), erforschte Kometen und entdeckte zwei Asteroiden
- John Goodricke (England, 1764–1786)
- Andrew Graham (Irland, 1815–1907)
- Francis Graham-Smith (Großbritannien, 1923–2025), von 1982 bis 1990 Astronomer Royal
- John Grigg (England/Neuseeland, 1838–1920)
- Walter Grotrian (Deutschland, 1890–1954), erforschte die Sonnenkorona und Zodiakallichter
- Paul Guthnick (Deutschland, 1879–1947)
- Hugo Gyldén (Schweden, 1841–1896)

## H
- John Hadley (England, 1682–1744)
- Friedrich Graf von Hahn (Deutschland, 1742–1805)
- George Ellery Hale (USA, 1868–1938)
- Asaph Hall (USA, 1829–1907), Entdecker der Marsmonde (Phobos und Deimos)
- Edmond Halley (England, 1656–1742)
- Peter Andreas Hansen (Dänemark/Deutschland, 1796–1874)
- Karl Ludwig Harding (Deutschland, 1765–1834)
- Guillermo Haro (Mexiko, 1913–1988)
- Johannes Franz Hartmann, (Deutschland, 1865–1936)
- Juan Hartmann (Argentinien), entdeckte 3 Asteroiden, 1922–1934 Direktor des La Plata-Observatoriums
- Günther Hasinger (Deutschland, 1954)
- Eduard Heis (Deutschland, 1806–1877) untersuchte veränderliche Sterne und Meteore
- Joseph Helffrich (Deutschland, 1872–?) Entdecker von Asteroiden
- Eleanor Helin (USA, 1932–2009)
- Karl Ludwig Hencke (Deutschland, 1793–1866)
- Paul Henry (Frankreich, 1848–1905)
- Prosper Henry (Frankreich, 1849–1903)
- Robert Henseling (Deutschland, 1883–1964)
- Caroline Herschel (England, 1750–1848)
- John Herschel (England, 1792–1871)
- Wilhelm Herschel (England, 1738–1822)
- Ejnar Hertzsprung (Dänemark, 1873–1967), für das Hertzsprung-Russell-Diagramm mitverantwortlich
- Johannes Hevelius, auch Hevel oder Hevelke (Danzig/Polen, 1611–1687), baute die bis längsten Linsenfernrohre und schrieb weitverbreitete Fachbücher
- George William Hill (USA, 1838–1914)
- John Russell Hind (Großbritannien, 1823–1895)
- Fritz Hinderer (Deutschland, 1912–1991)
- Hipparchos (Nicäa, ca. 190 v. Chr.–120 v. Chr.)
- Giovanni Battista Hodierna (Italien, 1597–1660)
- Cuno Hoffmeister (Deutschland, 1892–1968)
- Edward Singleton Holden (USA, 1846–1914), Naval Observatory und Lick-Sternwarte
- Josef Hopmann (Leipzig, Wien, 1890–1975)
- Jeremia Horrocks (England, 1619–1641)
- Cornelis Johannes van Houten (Niederlande, 1920–2002) entdeckte mit Ingrid van Houten-Groeneveld und Tom Gehrels insgesamt 3133 Asteroiden
- Ingrid van Houten-Groeneveld (Niederlande, 1921–2015) entdeckte mit Cornelis Johannes van Houten-Groeneveld und Tom Gehrels insgesamt 3133 Asteroiden
- Edwin Hubble (USA, 1889–1953)
- Christiaan Huygens (Niederlande, 1629–1695)
- Hypatia (Alexandria, 370–415) hielt als erste Frau Vorlesungen über Philosophie, Mathematik, Mechanik und Astronomie

## I
- Johann Abraham Ihle (Deutschland, 1627-~1699)
- Miguel Itzigsohn (Argentinien, 1908–1978)

## J
- Stéphane Javelle (Frankreich, 1864–1917)
- Harold Spencer Jones (Großbritannien, 1890–1960)

## K
- Hiroshi Kaneda (Japan) Co-Entdecker von rund 700 Asteroiden
- Karpos von Antiochia (Griechenland, 1. oder 2. Jahrhundert n. Chr.)
- Johannes Kepler (Deutschland/Prag, 1571–1630)
- Hans Kienle (Deutschland, 1895–1975)
- Pamela M. Kilmartin (Neuseeland) entdeckte 40 Asteroiden und erforscht Kometen
- Steven Kilston (USA, * 1944) Entdecker eines Kometen
- Christfried Kirch (Preußen, 1694–1740)
- Christine Kirch (Preußen, 1697–1782)
- Gottfried Kirch (Preußen, 1639–1710)
- Maria Margaretha Kirch (Preußen, 1670–1720)
- Johannes Klein (Prag 1684–1762)
- Viktor Knorre (Russland/Deutschland, 1840–1919)
- Takao Kobayashi (Japan) entdeckte als Amateurastronom über 2000 Asteroiden und einen Kometen
- Johann Gottfried Köhler (Deutschland, 1745–1800)
- Rudolf König (Österreich, 1865–1927)
- Miklós Konkoly-Thege (Ungarn, 1842–1916)
- Nikolaus Kopernikus (Preußen Königlichen Anteils, 1473–1543)
- Kazimierz Kordylewski (Polen, 1903–1981) entdeckte die Kordylewskischen Wolken
- Nikolai Alexandrowitsch Kosyrew (Russland/Sowjetunion, 1908–1983) entdeckte im Mondkrater Alphonsus vorübergehende Leuchterscheinungen (Lunar Transient Phenomena)
- Karl Kreil (Österreich, 1798–1862), Astronom und Meteorologe
- Heinrich Kreutz (Deutschland, 1854–1907) erkannte die Zusammengehörigkeit der Kometen der Kreutz-Gruppe
- Gerard Peter Kuiper (USA, 1905–1973)

## L
- Claes-Ingvar Lagerkvist (Schweden, 1944)
- Guillaume Le Gentil (Frankreich, 1725–1792)
- Joseph Jérôme Lefrançais de Lalande (Frankreich, 1732–1807)
- Johann Heinrich Lambert (Deutschland, 1728–1777)
- Pierre Simon Laplace (Frankreich, 1749–1827)
- Joseph Jean Pierre Laurent (Frankreich)
- Kenneth Lawrence (USA)
- Henrietta Swan Leavitt (USA, 1868–1921)
- Harald Lesch (Deutschland, 1960)
- Urbain Jean Joseph Leverrier (Frankreich, 1811–1877)
- David Levy (USA, 1948)
- Bernhard von Lindenau (Deutschland, 1779–1845)
- Wilhelm Oswald Lohse (Deutschland, 1855–1915)
- Bernard Lovell (Großbritannien, 1913–2012)
- Karl Theodor Robert Luther (Deutschland, 1822–1900)
- Willem Jacob Luyten (Niederlande, USA, 1899–1994)
- Bernard Ferdinand Lyot (Frankreich, 1897–1952)

## M
- Johann Heinrich Mädler (Deutschland, 1794–1874)
- Siegfried Marx (DDR, 1935–1995)
- Michael Mästlin (Deutschland, 1550–1631)
- Tobias Mayer (Deutschland, 1723–1762)
- Robert McNaught (Australien), Entdecker von über 350 Asteroiden.
- Pierre Méchain (Frankreich, 1744–1804)
- Georg Merz (Deutschland, 1793–1867)
- Charles Messier (Frankreich, 1730–1817)
- Joel Hastings Metcalf (USA, 1866–1925), entdeckte 41 Asteroiden und 5 Kometen
- Max Wilhelm Meyer (Deutschland, 1853–1910)
- Elia Millosevich (Italien, 1848–1919)
- Maria Mitchell (USA, 1818–1889)
- August Ferdinand Möbius (Deutschland, 1790–1868)
- Hans Momsen (Deutschland, 1735–1811)
- Geminiano Montanari (Italien, 1633–1687) entdeckte um 1667, dass die Helligkeit des Algol veränderlich ist.
- Ben Moore (England, 1966)
- Patrick Moore (England, 1923–2012)
- Frank Muller (USA, 1862–1917)
- Andreas Müller (Deutschland, 1973)

## N
- Georg von Neumayer (Deutschland, 1826–1909)
- Grigoriy Nikolaevich Neujmin (Russland, 1886–1946)
- Jerry Nelson (USA, 1944–2017)
- Isaac Newton (Großbritannien, 1643–1727)
- Peter Nilson (Schweden, 1937–1998)
- Dirck Rembrantsz van Nierop (Niederlande, 1610–1682)
- Pieter Rembrantsz van Nierop (Niederlande, 1658–1708)

## O
- Okuro Oikawa (Japan, 1896–1970), der erste Japaner, der Asteroiden entdeckte
- Heinrich Wilhelm Olbers (Bremen, Deutschland, 1758–1840) entdeckte Pallas und Vesta und formulierte das Olberssche Paradoxon
- Jan Hendrik Oort (Niederlande, 1900–1992) postulierte die Oortsche Wolke
- Ernst Öpik (Estland und Nordirland, 1893–1985) berechnete den Abstand des Andromedanebels
- Barnaba Oriani, (Italien, 1752–1832) Leiter des Osservatorio Astronomico di Brera
- Liisi Oterma (Finnland, 1915–2001) entdeckte 54 Asteroiden

## P
- Johann Palisa (Triest, Wien, Österreich, 1848–1925), entdeckte 123 Asteroiden
- Johann George Palitzsch (Deutschland (Kursachsen), 1723–1788), entdeckte 1P/Halley
- Lawrence Parsons, 4. Earl of Rosse (Irland, 1840–1908)
- William Parsons, 3. Earl of Rosse (1800–1867), meist als Lord Rosse zitiert: Riesenteleskope und erste Galaxienforschung, Entdecker der Spiralarme am M51.
- André Patry (Frankreich, 1902–1960), entdeckte 9 Asteroiden
- Carl Frederick Pechüle (Dänemark, 1843–1914)
- Leslie Copus Peltier (USA, 1900–1980)
- Christian August Friedrich Peters (Deutschland, 1806–1880)
- Christian Heinrich Friedrich Peters (Deutschland, 1813–1890)
- Georg von Peuerbach (Österreich, 1423–1461)
- Giuseppe Piazzi (Italien, 1746–1826)
- William Henry Pickering (USA, 1858–1938), entdeckte Saturnmonde; Meteoriten, Transneptun
- Edward Pigott (England, 1753–1825)
- Paris Pişmiş (1911–1999), entdeckte 24 Sternhaufen
- Norman Robert Pogson (England, 1829–1891)
- Grzegorz Pojmański (Polen), (1959)
- Jean-Louis Pons (Frankreich, 1761–1831) entdeckte 37 Kometen
- Carolyn Porco (USA, * 1953)
- Mary Proctor (USA, 1862–1957) war eine bekannte Verfasserin astronomischer Werke
- Richard Anthony Proctor (England, 1837–1888) fertigte eine der ersten Karten des Mars an und schrieb zahlreiche astronomische Werke
- Claudius Ptolemäus (Alexandria, ca. 90–165)
- Alois Purgathofer (Österreich, 1925–1984)

## Q
- Lambert Adolphe Jacques Quételet (Belgien, 1796–1874)

## R
- David Lincoln Rabinowitz (USA, * 1960)
- Regiomontanus (eigentlich Johannes Müller, Deutschland, 1436–1476)
- Karl Wilhelm Reinmuth (Deutschland, 1892–1979)
- George Willis Ritchey (USA, 1864–1945)
- Ole Rømer (Dänemark, 1644–1710)
- William Parsons Earl of Rosse (Irland, 1800–1867)
- Henry Norris Russell (USA, 1877–1957), Entwickler des Hertzsprung-Russell-Diagramm

## S
- Edward Sabine (Irland, 1788–1883), entdeckte den Zusammenhang zwischen Sonnenflecken und Schwankungen des Erdmagnetfelds
- Carl Sagan (USA, 1934–1996)
- Christoph Scheiner (Deutschland, 1575–1650)
- Giovanni Schiaparelli (Italien, 1835–1910)
- Julius Schiller (Deutschland, ?–1627)
- Eduard Schönfeld (Deutschland, 1828–1891)
- Richard Reinhard Emil Schorr (Deutschland 1867–1951), Direktor der Sternwarte Hamburg-Bergedorf, entdeckte 2 Asteroiden
- Johann Hieronymus Schroeter (Lilienthal bei Bremen, Deutschland, 1745–1816)
- Lipót Schulhof (Ungarn, 1847–1921)
- Herman Schultz (Schweden, 1823–1890)
- Heinrich Christian Schumacher (Altona, Dänemark/Deutschland, 1780–1850)
- Karl Schwarzschild (Deutschland, 1873–1916)
- George Mary Searle (USA, 1838–1918)
- Angelo Secchi (Vatikansternwarte, Italien, 1818–1878)
- Erwin Sedlmayr (Deutschland, 1942–2022)
- Thomas Jefferson Jackson See (USA, 1866–1962)
- Hugo von Seeliger (Deutschland, 1849–1924), deutscher Astronom, Mehrfachsterne
- Tsutomu Seki (Japan, 1930) entdeckte den Kometen Ikeya-Seki und 218 Asteroiden
- Harlow Shapley (USA, 1885–1972)
- Eugene Shoemaker (USA, 1928–1997)
- Brian A. Skiff (USA), Entdecker von Kometen und Asteroiden
- Charles Piazzi Smyth (Schottland, 1819–1900)
- Jan Śniadecki (Polen, 1756–1830)
- Anton Staus (Deutschland, 1872–1955)
- Édouard Jean-Marie Stephan (Frankreich, 1837–1923)
- Johannes Stöffler (Deutschland, 1452–1531)
- Friedrich Georg Wilhelm Struve (Deutschland/Russland, 1793–1864) untersuchte Doppelsterne
- Otto Wilhelm von Struve (Russland, 1819–1905)
- Otto von Struve (USA, 1897–1963)
- Clifford Stoll (USA, 1951)
- Lewis A. Swift (USA, 1820–1913)

## T
- Kesao Takamizawa (Japan, * 1952) entdeckte 4 Kometen
- John Tebbutt (Australien, 1834–1916)
- Ernst Wilhelm Leberecht Tempel (Deutschland, 1821–1889) entdeckte fünf Asteroiden, dreizehn Kometen und 150 Nebelflecken
- Jana Tichá (Tschechien), (* 1965) Asteroiden- und Kometen-Beobachterin, Direktorin des Klet’-Observatoriums
- Friedrich Tietjen (Deutschland, 1834–1895)
- François Félix Tisserand, (Frankreich, 1845–1896)
- Johann Daniel Titius (Preußen, 1729–1796)
- Clyde Tombaugh (USA, 1906–1997)
- Carlos Torres (entdeckte im Jahre 1968 zusammen mit S. Cofré insgesamt 11 Asteroiden)
- Nikolai Stepanowitsch Tschernych (Russland, 1931–2004) entdeckte mehrere Kometen und 537 Asteroiden
- Ljudmila Iwanowna Tschernych (Russland, 1935–2017) entdeckte 268 Asteroiden
- Horace Parnell Tuttle (USA, 1837–1923)

## U
- Ulug Beg (Usbekistan, 1393–1449)
- Albrecht Unsöld (Deutschland, 1905–1995)

## V
- Yrjö Väisälä (Finnland, 1891–1971), Geodät und Astronom, Entdecker zahlreicher Asteroiden
- Jean Elias Benjamin Valz (Frankreich, 1787–1867) vermutete einen damals hypothetischen Planeten jenseits des Uranus
- Zdeňka Vávrová (Tschechien), entdeckte 114 Asteroiden
- Hermann Carl Vogel (Deutschland, 1841–1907) war Direktor des Astrophysikalischen Observatoriums Potsdam
- Alexander N. Vyssotsky (Russland und USA, 1888–1973)

## W
- Arthur Arno Wachmann (Deutschland, 1902–1990), entdeckte mehrere Asteroiden und Kometen
- Max Waldmeier (Schweiz, 1912–2000)
- Fred Watson (Australien)
- James Craig Watson (USA, 1838–1880)
- Paul Wild (Schweiz, 1925–2014), entdeckte 94 Asteroiden und 7 Kometen
- Friedrich August Theodor Winnecke (Deutschland, 1835–1897)
- Gustav Witt (Deutschland, 1866–1946)
- Max Wolf (Deutschland, 1863–1932) entdeckte 235 Asteroiden, darunter den ersten Trojaner, Achilles.
- John Adams Whipple (USA, 1822–1891)
- Peter Wellmann (Deutschland, 1913–1999)
- Wolfgang Wenzel (Deutschland, 1929–2021)

## Z
- Franz Xaver von Zach (Deutschland, 1754–1832)
- Abraham Zacuto (Spanien und Portugal, 1452–1510) entwickelte das „Almanach Perpetuum“, das in der Seefahrt eingesetzt wurde.
- Harro Zimmer, (Deutschland, 1935–2025), Raumfahrtexperte und Journalist
- Johann Jacob Zimmermann (Deutschland, 1644–1693)
- Fritz Zwicky (Schweiz, 1898–1974) entdeckte insgesamt 123 Supernovae.